# Oca andina
L'oca andina (Chloephaga melanoptera) és una espècie d'ocell de la família dels anàtids (Anatidae) que habita llacs i aiguamolls dels Andes, des del sud del Perú i oest de Bolívia, cap al sud, fins al centre de Xile i el nord-oest de l'Argentina.